# 하야마 히로
하야마 히로(小室博義, 1975년 4월 10일 ~ )는 일본의 배우, 모델이다.
교토시에서 태어났다.

## 영화
- 석기시대지백만대정탐 (2013년)
- 4명의 암살자 (2013년) - 켄 역
- 초련시광 (2012년)
- 이별남녀 (2010년) - 리에스 역
- 옥보단 3D (2010년)
- 포커 킹 (2009년)
- 단신부락 (2007년) - 대웅 역
- BB 프로젝트 (2006년) - '도쿄' 조 역
- 정의아심지 (2005년)
- 칠년흔양 (2004년)
- 대료애미려 (2004년)
- 뉴 폴리스 스토리 (2004년)